# Paradoxurus
Paradoxurus es un género de mamíferos carnívoros de la familia de los vivérridos que incluye a tres especies de civetas indomalayas.

## Especies
Se han descrito las siguientes especies:
- Paradoxurus hermaphroditus
- Paradoxurus jerdoni
- Paradoxurus zeylonensis